# Christian Blümel
Christian Blümel (* 30. November 1982 in Berlin) ist ein deutscher Schauspieler.

## Leben
Blümels Vater war Kulturattaché, seine Mutter Ärztin in Entwicklungsländern. Seine frühe Kindheit verbrachte er zu einem großen Teil in Mittelamerika. Nach der Wende zurück in Berlin, gewann er als Neunjähriger ein Casting an seiner Schule, was ihm in der Folge mehrere kleine Rollen einbrachte. 2001 gelang ihm der Durchbruch in dem Spielfilm Führer Ex als unreifer Ost-Berliner Jugendlicher.
Seine Ausbildung absolvierte er an der Filmakademie Baden-Württemberg. Dort spielte er 2008 unter der Regie von Hannah Maria Heidrich eine Hauptrolle in der Webserie Viva Berlin und 2011 unter der Regie von Moritz Mohr eine Hauptrolle in dem Spot Blutsgeschwister. Bekannt wurde er auch durch Filme wie Der Baader Meinhof Komplex. Er lebt in Berlin.

## Filmografie

### Kino
- 1993: Heller Tag
- 2001: Führer Ex
- 2003: Die ersten Tage des Frühlings
- 2004: Donauleichen
- 2005: Der Lebensversicherer
- 2006: Zeit der Fische
- 2007: Vogel Strauss
- 2007: Der Baader Meinhof Komplex
- 2008: Gangs
- 2008: The secret society of fine Arts
- 2012: Diaz: Don’t Clean up this blood

### Fernsehen
- 1994: Julian H. entführt – Qualen einer Mutter
- 1997: Die Konkurrentin
- 2000: Nur das Blaue vom Himmel
- 2001: Polizeiruf 110 – Bei Klingelzeichen Mord
- 2001: Tatort – Bienzle und der Todesschrei
- 2002–2011: SOKO Leipzig (drei Folgen)
- 2004: Endlich Sex!
- 2004: Großstadtrevier
- 2004: Unter weißen Segeln – Urlaubsfahrt ins Glück
- 2004: Tatort – Dunkle Wege
- 2005: Der letzte Zeuge
- 2005: Die Nacht der großen Flut
- 2005: Die Sitte
- 2006: Die Überflüssigen
- 2007: Mordshunger
- 2007: Das Wunder von Berlin
- 2007: R.I.S. – Die Sprache der Toten
- 2007: Küstenwache
- 2007: Bronzekarren
- 2008: Der Kriminalist
- 2008: Notruf Hafenkante – Überraschende Begegnung
- 2008: B 96
- 2008: Wenn die Welt uns gehört
- 2009: Die Ex bin ich
- 2008: SOKO Wismar
- 2008: KDD – Kriminaldauerdienst
- 2009: Faktor 8
- 2009: Gonger 2
- 2009: SOKO Köln
- 2009: Weisst du eigentlich…
- 2010: Tatort – Kaltes Herz
- 2010: Küstenwache
- 2010: Synkope
- 2010: Schmidt & Schwarz
- 2011: In aller Freundschaft (Fernsehserie, 1 Folge)
- 2011: SOKO Stuttgart
- 2011: Notruf Hafenkante – Schatzsuche
- 2012: Tatort – Alles hat seinen Preis
- 2012: Heiter bis tödlich – Alles Klara (Folge Tod in Lilliput)
- 2013: Der letzte Bulle (Fernsehserie, eine Folge)
- 2014: Alles was zählt
- 2014: Binny und der Geist (Fernsehserie, eine Folge)
- 2014: Kripo Holstein – Mord und Meer (Fernsehserie, eine Folge)
- 2014: Zerrumpelt Herz
- 2015: In aller Freundschaft (Fernsehserie, eine Folge)
- 2016: Akte Ex (Fernsehserie, Folge Der Tote aus dem Moor)
- 2016: Spreewaldkrimi – Spiel mit dem Tod (Fernsehreihe)

### Sonstiges
- 2009: Freie Wale